# Саут Патрик Шорс (Флорида)
Саут Патрик Шорс (енгл. South Patrick Shores) насељено је место без административног статуса у америчкој савезној држави Флорида.

## Демографија
По попису из 2010. године број становника је 5.875, што је 3.038 (-34,1%) становника мање него 2000. године.
| Група             | 2000.         | 2010.         |
| Белци             | 7.756 (87,0%) | 5.235 (89,1%) |
| Афроамериканци    | 325 (3,6%)    | 83 (1,4%)     |
| Азијати           | 186 (2,1%)    | 133 (2,3%)    |
| Хиспаноамериканци | 443 (5,0%)    | 297 (5,1%)    |
| Укупно            | 8.913         | 5.875         |